# Getto van Krakau

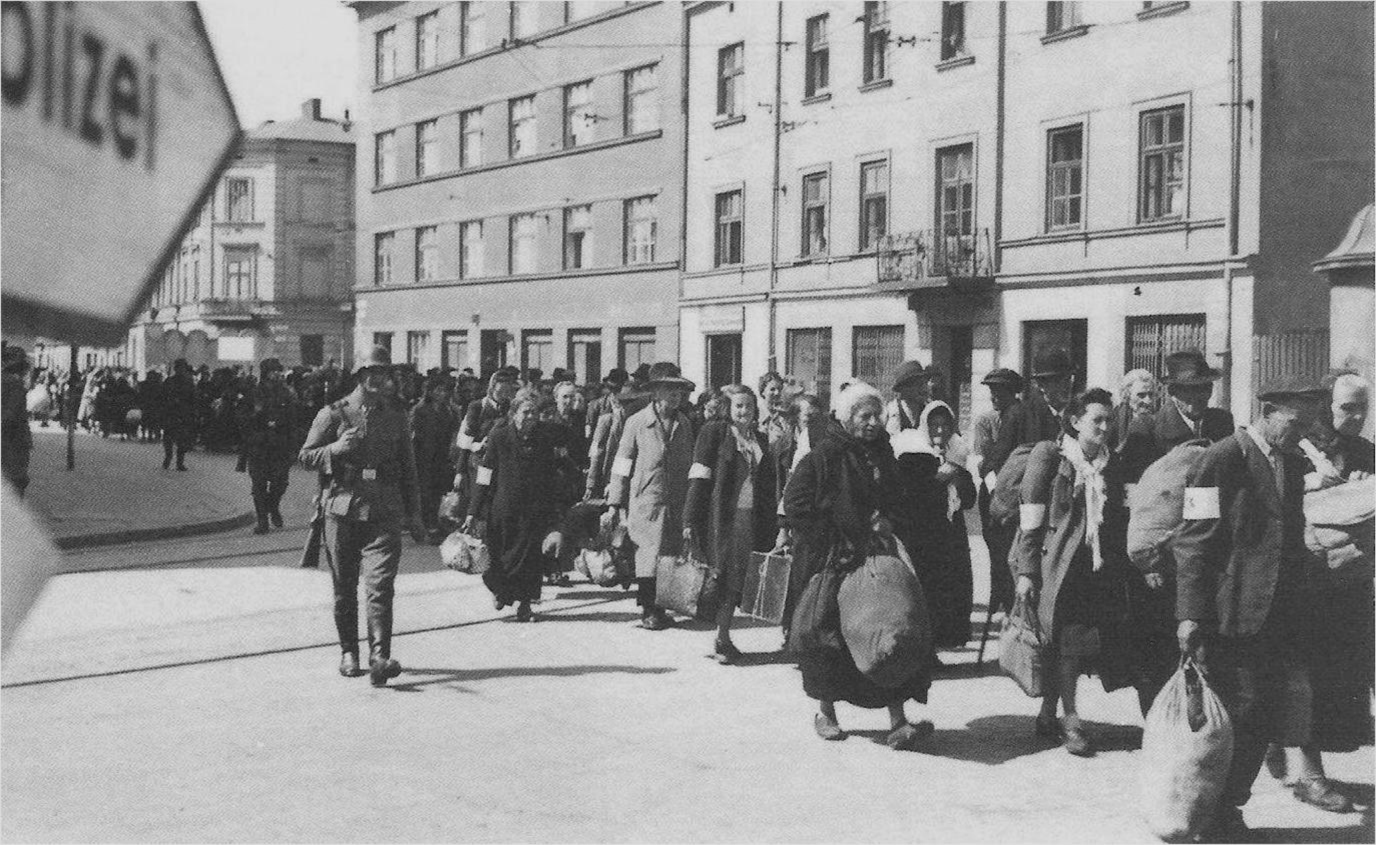
Deportatie van joden uit het getto, maart 1943

Het getto van Krakau (officiële namen ten tijde van de oorlog: Der judische Wohnbezirk in Krakau en Żydowska dzielnica mieszkaniowa w Krakowie) was het getto voor Joden in Krakau. Het getto bestond tussen 1941 en 1943.

## Geschiedenis
Sinds de 13e eeuw had Krakau een belangrijke Joodse populatie, ten tijde van de Duitse invasie van Polen woonden er 68 duizend Joden in de stad, met name in Kazimierz. Op 6 september 1939 viel Duitsland de stad binnen en in september begon de dwangarbeid. In november werd de armband met Jodenster verplicht gesteld voor alle joden van 12 jaar en ouder. De synagogen werden gesloten en de relikwieën in beslag genomen. Vanaf mei 1940 werden massale deportaties uitgevoerd. Van de ruim 68 duizend joden in de stad mochten er 15 duizend blijven, de rest werd verspreid over de omgeving. 
Op 3 maart 1940 werd het getto officieel opgericht, niet in de Joodse wijk Kazimierz maar in de wijk Podgórze, de oorspronkelijke bewoners moesten gedwongen vertrekken en kregen de vrijgekomen huizen in Kazimierz. 15 duizend joden werden bijeengepakt in een gebied waarin voorheen 3.000 mensen woonden in 30 straten met 320 gebouwen met in totaal 3167 kamers. Het getto werd ommuurd en er kwamen vier bewaakte poorten. Fragmenten van de muur zijn bewaard gebleven.
In het getto werd verzet gepleegd door onder andere de jongerenbeweging Akiva en vanuit de apotheek Apteka Pod Orłem. Onder andere werd een bomaanslag gepleegd op het café Cyganeria, een ontmoetingsplaats voor naziofficieren. Oskar Schindler redde veel levens van gettobewoners.
Op 30 mei 1942 begonnen de systematische deportaties uit het getto naar de omliggende concentratiekampen. Duizenden joden werden getransporteerd als onderdeel van Aktion Krakau. Het eerste transport betrof 7000 mensen, het tweede, van 4000 man, ging op 5 juni '42 naar vernietigingskamp Bełżec. Op 13 en 14 maart 1943 werd het getto geliquideerd. 8000 joden gingen naar het werkkamp Płaszów. De overgebleven 2000 werden in het getto op straat vermoord of naar Auschwitz gestuurd. 

## Beroemde personen in het getto
- Roman Polanski, filmregisseur, woonde als kind in het getto
- Roma Ligocka, schrijfster, woonde ook als kind in het getto en schreef er een boek over
- Mordechai Gebirtig, dichter en schrijver, stierf in het getto
- Miriam Akavia, schrijfster, overleefde het getto
- Dr. Jim (Jacob) Baral, medeontdekker van het syndroom van Reye, overleefde het getto

Alfabetisch op naam.  Indien een kamp meerdere rollen had, staat het in de "hoogste" groep.
Zie ook: Lijst van naziconcentratiekampen · Jappenkampen in Nederlands-Indië · Lijst van jappenkampen